# Spermiation
La spermiation correspond au détachement de la spermatide allongée de la cellule de sertoli du tube séminifère afin de former un spermatozoïde dans la lumière du tube séminifère. Lors de cette étape, la spermatide va perdre une partie de son cytoplasme (10%), appelé corps résiduel, qui sera phagocyté par la cellule de Sertoli.